# Emeke Egbule
Chukuemeke Egbule (Galena Park, 13 ottobre 1996) è un giocatore di football americano statunitense che milita nel ruolo di linebacker per i Los Angeles Chargers della National Football League (NFL).

## Carriera professionistica

### Los Angeles Chargers
Egbule fu scelto dai Los Angeles Chargers nel corso del sesto giro (200º assoluto) del Draft NFL 2019. Debuttò come professionista nella gara del primo turno contro gli Indianapolis Colts senza fare registrare alcuna statistica. La sua stagione da rookie si chiuse con 4 tackle in 15 presenze, nessuna delle quali come titolare.